# Marvel vs. Capcom
Marvel vs. Capcom (マーヴル VS. カプコン?, Māvuru bāsasu Kapukon) è una serie di videogiochi picchiaduro creata da Capcom, in cui compaiono sia personaggi nati dalla Marvel Comics che dalla Capcom. Pur essendo stata la prima serie Vs. di Capcom, il titolo serve ora per distinguere la serie dalle altre Vs. Capcom nate negli anni: quella con SNK Playmore (SNK vs. Capcom) e quella con Tatsunoko (Tatsunoko vs. Capcom: Ultimate All Stars).
I personaggi Marvel inclusi nei primi titoli erano spesso basati sulle serie animate a loro dedicate degli anni '90, in particolare Insuperabili X-Men, ed erano spesso doppiati dagli stessi doppiatori. Allo stesso modo, il gruppo di Marvel vs. Capcom 3 possedeva rimandi alle rispettive serie tv anni 2000 con i doppiatori del momento, come per Wolverine e gli X-Men o Avengers - I più potenti eroi della Terra.

## Storia
Molti dei personaggi e dei meccanismi di combattimento presenti in questa serie erano stati sviluppati e rifiniti in altri due picchiaduro Capcom usciti in precedenza, come precursori del brand: X-Men: Children of the Atom, dove erano presenti i personaggi del mondo X-Men (eccetto Akuma) e Marvel Super Heroes che comprendeva personaggi da tutto l'universo Marvel (compresi gli X-Men, ma fatta eccezione per Anita). Il precedente direttore di strategia aziendale online e community di Capcom USA, Seth Killian, dichiarò che molti amanti del genere dei picchiaduro consideravano questi due giochi i fondatori della serie Versus.

### X-Men: Children of the Atom(1994)
X-Men: Children of the Atom è uscito nel 1994 per la piattaforma arcade CP System II. Il gameplay seguiva i controlli e le convenzioni dei precedenti picchiaduro Capcom come Street Fighter II: The World Warrior e Darkstalkers: The Night Warriors. Il giocatore poteva scegliere tra dieci personaggi, inclusi sei X-Men e quattro loro nemici. Children of the Atom fu poi sviluppato anche per Sega Saturn in Giappone il 22 novembre 1995 e qualche mese dopo in Nord America ed Europa, esportato dalla Acclaim Entertainment. Sviluppato dalla Rutubo Games, la versione Saturn permetteva di selezionare nuovi personaggi nella modalità Versus per due giocatori via cheat code. Nel 1997 uscirono in Nord America ed Europa le versioni per PlayStation e Microsoft Windows. Entrambi i porting furono sviluppati da Probe Entertainment ed editi da Acclaim Entertainment.
La trama è approssimativamente tratta da Attrazioni fatali. L'antagonista principale è Magneto che desidera rilasciare sulla Terra un impulso elettromagnetico che sconvolgerà i campi magnetici e devasterà il sistema elettrico mondiale trascinando gli esseri non mutanti della Terra in un'Epoca Buia. Dopo che vari altri nemici si sono alleati con Magneto, gli X-Men si sentono in dovere di fermare i suoi piani.

### Marvel Super Heroes(1995)
Marvel Super Heroes fu originariamente pubblicato nei Penny Arcade nel 1995 per CP System II, e fu poi convertito alla fine del 1997 su Sega Saturn e PlayStation. Il titolo fu dedicato alla memoria di Jack Kirby, con lo stile dei personaggi tratto dai primi suoi disegni. Esso comprendeva dodici personaggi derivanti da tutto l'universo Marvel Comix. L'elemento unico del gioco erano le Gemme dell'Infinito che fungevano da power-up garantendo il miglioramento delle abilità e altri vantaggi al giocatore durante le partite.
La trama è approssimativamente tratta da The Infinity Gauntlet. Gli eroi e i cattivi Marvel si affrontano l'un l'altro per le Gemme dell'Inifinito. L'antagonista principale è Thanos, che trama di usare le Gemme dell'Infinito per conquistare l'universo.

### X-Men vs. Street Fighter(1996)
X-Men vs. Street Fighter è il primo titolo ufficiale della serie, dopo l'uscita di X-Men: Children of the Atom e di Marvel Super Heroes. Il gioco fu originariamente prodotto da Capcom nel 1996 come arcade da sala giochi. Il gioco presenta sedici personaggi utilizzabili dall'inizio, con uno invece da sbloccare. Il gruppo consiste in personaggi tratti dalla serie X-Men della Marvel Comix e da quella di Street Fighter di Capcom. Fu poi convertito nel 1997 su Sega Saturn e nel 1998 su PlayStation.
Essendo il seguito diretto di Marvel Super Heroes, segue fedelmente le sue meccaniche di gioco. È stato il primo gioco a introdurre nella serie la tag per la squadra (una sorta di firma identificativa). Il giocatore selezionava una squadra composta da due membri, invece di uno solo come nei titoli precedenti. Comunque, a causa dei limiti di memoria, questa possibilità fu eliminata nella versione per PlayStation. La modalità single-player consiste in scontri con altri tag team e termina con una lotta due contro uno con il boss finale, Apocalisse.

### Marvel Super Heroes vs. Street Fighter(1997)
Il seguito di X-Men vs. Street Fighter, Marvel Super Heroes vs. Street Fighter, debuttò un anno dopo su CP System II. Il titolo uscì anche su Sega Saturn ma solo in Giappone nel 1997 e su PlayStation nel 1999. Per lo più il gameplay rimase immutato; tuttavia il giocatore poteva chiamare a raccolta il suo partner per una mossa combinata. Inizialmente il titolo comprende diciotto personaggi utilizzabili. La squadra Street Fighter fu parecchio ridimensionata rispetto al capitolo precedente, mentre Cammy e Charlie vennero sostituiti con Dan Hibiki e Sakura Kasugano. Alla stessa maniera molti X-Men furono eliminati per dare posto ad altri supereroi Marvel, come Capitan America, Hulk e l'Uomo Ragno. Sono presenti anche dei personaggi segreti, comprese varianti di colore degli abiti di molti dei personaggi base con qualche differenza nel movimento.
Molto similmente a X-Men vs. Street Fighter, la modalità single-player arcade consta di combattimenti contro squadre preimpostate e un combattimento finale con il boss Apocalisse. Dopo la vittoria su quest'ultimo, il giocatore affronta una versione robotica di Akuma.

### Marvel vs. Capcom: Clash of Super Heroes(1998)
Il terzo capitolo della saga Marvel VS., Marvel vs. Capcom: Clash of Super Heroes, fu sviluppato verso la fine del 1997 e uscì per la prima volta a gennaio 1998. In contrasto rispetto ai due predecessori, il titolo comprendeva personaggi da molti franchise Capcom, come Megaman e Strider, invece che dal solo Street Fighter. Inizialmente erano disponibili quindici personaggi, ma altri sei erano sbloccabili in seguito. Inoltre, il giocatore non aveva più la possibilità di richiamare a sé il compagno per l'attacco combinato. Invece, un personaggio casuale (esterno al roster di quelli selezionabili) fungeva da assistente e veniva selezionato subito prima dell'incontro.
Nella trama del gioco, il Professor Charles Xavier reclama l'aiuto dei supereroi per fermarlo prima che si congiunga con la coscienza di Magneto e si trasformi in Onslaught, il boss finale.

### Marvel vs. Capcom: Infinite(2017)
Marvel vs. Capcom: Infinite è caratterizzato da un sistema di combattimento a due contro due. Il gioco implementa il sistema Infinity Gems, una meccanica di gioco di ritorno da Marvel Super Heroes , dove ogni gemma offre una capacità unica. Viene presentato al Playstation Experience del 2016 per PlayStation 4, XBOX ONE, Microsoft Windows.

## Antologie

### Marvel vs. Capcom: Origins
È una raccolta di due giochi: Marvel Super Heroes e Marvel vs. Capcom: Clash of Super Heroes, sviluppata da Iron Galaxy Studios pubblicata per Sony PSN e Xbox LIVE il 25 settembre 2012. Entrambi i giochi mantengono la loro versione da sala giochi e in aggiunta si possono utilizzare vari filtri estetici più il gioco e funzioni online.

### Marvel vs. Capcom Fighting Collection: Arcade Classics
È un'antologia di sei videogiochi pubblicati dal 1994 – 2000, aggiunge l'arcade The Punisher (1993), il gioco online con il rollback netcode, i comandi semplificati e agevola la selezione dei lottatori segreti.
Pubblicato il 12 settembre 2024 per i dispositivi PlayStation 4 (PS5 compatibile), Nintendo Switch e PC/Steam. Per le console serie Xbox la pubblicazione è posticipata al 2025.

## Vendite
Segue elenco di copie vendute, espresso in milioni, pubblicato da Capcom:
| Nome                                    | ver.                  | Mln  |
| --------------------------------------- | --------------------- | ---- |
| Ultimate Marvel vs. Capcom 3            | tutte                 | 3.10 |
| Marvel vs. Capcom: Infinite             | PS4, Xbox One, PC, DL | 2.30 |
| Marvel vs. Capcom 3: Fate of Two Worlds | PS3, Xbox 360         | 2.20 |
| Marvel vs. Capcom 2: New Age Of Heroes  | DL (PS3, Xbox 360)    | 1.40 |

Capcom dichiara che la serie attualmente conta 16 versioni dei vari titoli e un totale di 10 Mln di copie vendute.